# Gianluca Farina
Gianluca Farina (Casalmaggiore, 15 december 1962) is een voormalig Italiaanse roeier. Hij nam namens zijn vaderland tweemaal deel aan de Olympische Spelen (1988 en 1992) en won bij die eerste gelegenheid de gouden medaille in de mannen dubbelvier, samen met Piero Poli, Davide Tizzano en Agostino Abbagnale.

## Resultaten
- Wereldkampioenschappen roeien 1985 in Hazewinkel 5e in de dubbel-vier
- Wereldkampioenschappen roeien 1986 in Nottingham 6e in de dubbel-vier
- Wereldkampioenschappen roeien 1987 in Kopenhagen 6e in de dubbel-twee
- Olympische Zomerspelen 1988 in Seoel  in de dubbel-vier
- Wereldkampioenschappen roeien 1989 in Bled  in de dubbel-vier
- Wereldkampioenschappen roeien 1990 in Tasmanië  in de dubbel-vier
- Wereldkampioenschappen roeien 1991 in Wenen  in de dubbel-vier
- Olympische Zomerspelen 1992 in Barcelona  in de dubbel-vier
- Wereldkampioenschappen roeien 1993 in Račice  in de dubbel-vier

1976: Wolfgang Güldenpfennig & Rüdiger Reiche & Karl-Heinz Bußert & Michael Wolfgramm ·
1980: Frank Dundr & Carsten Bunk & Uwe Heppner & Martin Winter ·
1984: Albert Hedderich & Raimund Hörmann & Dieter Wiedenmann & Michael Dürsch ·
1988: Agostino Abbagnale & Davide Tizzano & Gianluca Farina & Piero Poli ·
1992: André Willms & Hajek & Steinbach & Stephan Volkert] ·
1996: André Steiner & Stephan Volkert & Andreas Hajek & André Willms ·
2000: Agostino Abbagnale & Alessio Sartori & Rossano Galtarossa & Simone Raineri ·
2004: Nikolai Spinev & Igor Kravtsov & Aleksei Svirin & Sergej Fedorovstev ·
2008: Michał Jeliński & Marek Kolbowicz & Adam Korol & Konrad Wasielewski ·
2012: Karl Schulze & Philipp Wende & Lauritz Schoof & Tim Grohmann ·
2016: Karl Schulze & Philipp Wende & Lauritz Schoof & Hans Gruhne ·
2020: Dirk Uittenbogaard & Abe Wiersma & Tone Wieten & Koen Metsemakers ·
2024: Koen Metsemakers & Tone Wieten & Finn Florijn & Lennart van Lierop